# Dvorac Miramare
Miramare (tal.: Castello di Miramare; njem.: Schloß Miramar) je dvorac izgrađen u 19. stoljeću za austrijskog nadvojvodu Maksimilijana i njegovu suprugu Charlotte od Belgije. Dvorac je smješten u blizini grada Trsta na obali Tršćanskog zaljeva.

## Vanjske poveznice
- Službene stranice (tal.) (engl.) (njem.)